# Томислав Николич
Томислав Николич (серб. Томислав Николић; sr [tǒmislaʋ tǒːma nǐkolitɕ]; 15 лютого 1952, Крагуєваць) — сербський політик, обраний Президентом Сербії 20 травня 2012 року в другому турі президентських виборів.
До 7 вересня 2008 був заступником голови націоналістичної Сербської радикальної партії, яку фактично очолював, оскільки її голова Воїслав Шешель перебуває під трибуналом у Гаазі. Потім очолив консервативну Сербську прогресивну партію.

## Біографія
За фахом інженер-будівельник. До 1992 працював на будівництвах і в будівельних організаціях.
Політикою почав займатися під час політичної кризи і розпаду Югославії, коли вступив спочатку до Народної радикальної партії, а в 1991 перейшов до Сербської радикальної партії, де швидко став першим заступником голови. У 1992 році обирається до парламенту, де стає головою депутатської групи радикалів. У 1998 став заступником прем'єр-міністра Сербії, а у 1999 — заступником прем'єр-міністра Союзної Республіки Югославії.
Брав участь у дострокових президентських виборах 2000, де зайняв третє місце після Слободана Милошевича і Воїслава Коштуниці, набравши 5,79 % голосів. На президентських виборах 2004 року набрав в першому турі 30,6 %, у другому 45,4 %, поступившись Борису Тадичу. 8 травня 2007 обраний спікером Народної Скупщини, парламенту Сербії, але вже 13 травня була сформована проєвропейська коаліція, і Николич подав у відставку.
У президентській гонці 2008 року повторилася ситуація 2004 року. Николич набрав 40 % у першому турі, але в другому знову поступився Тадичу з результатом 47,97 %.
7 вересня 2008 Николич подав у відставку з поста заступника голови Сербської радикальної партії через розбіжності з однопартійцями з питання голосування в Скупщині за ратифікацію Угоди про стабільність і асоціацію, підписану в кінці квітня між ЄС і сербським урядом. 21 жовтня створив свою партію — Сербську прогресивну, і став її лідером.
Під час президентських виборів 2012-го другому турі здобув 1,518,500, або 49,4 % голосів, в той час як за його суперника Тадича віддали свої голоси 1,489,800, або 47,4 % виборців.
У президентських виборах 2017 року участі не брав, через втрату довіри Сербської прогресивної партії.

## Нагороди
- Орден «За заслуги» I ст. (Україна, 6 червня 2013) — за визначний особистий внесок у розвиток українсько-сербських міждержавних відносин[1]
- Відзнака «Іменна вогнепальна зброя» (Україна, 15 червня 2013)[2]

## Творчість
Автор низки книг переважно про політику.

## Родина
Дружина — Драгиця, два сина — Радомир і Бранислав.

## Різне
Знає російську мову.
Має титул четничеського воєводи.